# Parasiccia formosibia
Parasiccia formosibia là một loài bướm đêm thuộc phân họ Arctiinae, họ Erebidae.